# Municipio de Montier
El municipio de Montier (en inglés: Montier Township) es un municipio ubicado en el condado de Shannon en el estado estadounidense de Misuri. En el año 2010 tenía una población de 693 habitantes y una densidad poblacional de 7,77 personas por km².

## Geografía
El municipio de Montier se encuentra ubicado en las coordenadas 37°0′40″N 91°35′36″O / 37.01111, -91.59333. Según la Oficina del Censo de los Estados Unidos, el municipio tiene una superficie total de 89.2 km², de la cual 89,18 km² corresponden a tierra firme y (0,03 %) 0,02 km² es agua.

## Demografía
Según el censo de 2010, había 693 personas residiendo en el municipio de Montier. La densidad de población era de 7,77 hab./km². De los 693 habitantes, el municipio de Montier estaba compuesto por el 95,53 % blancos, el 0,29 % eran afroamericanos, el 1,01 % eran amerindios, el 0,29 % eran asiáticos, el 1,88 % eran de otras razas y el 1,01 % eran de una mezcla de razas. Del total de la población el 2,16 % eran hispanos o latinos de cualquier raza.